# 全国ホームヘルパー協議会
全国ホームヘルパー協議会（ぜんこくほーむへるぱーきょうぎかい）とは、1980年に結成された日本のホームヘルパーの職能団体である。略称は全国ヘルパー協。訪問介護員の資格を持つものだけではなく、広くホームヘルパー業務を行う者を会員として受け入れている。
青森県から宮崎県まで全国21府県にある各地のホームヘルパー協議会の中から常任協議会の委員を選出する形で、全国ヘルパー協の運営を行っている。なお、全国ヘルパー協は社会福祉協議会の関係団体の1つであり、会の事務拠点の多くを社会福祉協議会に置いて、普段から綿密な連携を行っている。
全国ヘルパー協の設立目的として「ホームヘルプ事業の発展向上を期するために、全国的連絡調整をおこなうとともに、事業に関する調査、研究協議をおこない、かつ、その実践をはかること」を掲げている。各種研修会や交流会の実施を行いつつ、2004年には職能団体としての倫理要綱の制定を行ったりしている。
主要なホームヘルパーの職能団体として、厚生労働省の社会保障審議会（介護給付費分科会）に対して意見したり、近年問題となっている特殊詐欺への対策を行う等の活動も行っている。
2024年度の介護報酬改定で訪問介護の基本報酬が引き下げられることについて、全国ホームヘルパー協議会は日本ホームヘルパー協会と共同で2024年2月1日に厚生労働省へ抗議文を提出した。抗議文には「私たちの誇りを傷つけ、更なる人材不足を招くことは明らか。このような改定は断じて許されるものではない」や「このままでは訪問介護が受けられない地域が広がりかねない」などと記されている。
出典。

### ホームヘルパーに関する主な他団体

#### 職能団体
- ホームヘルパー全国連絡会（中央社会保障推進協議会の関係団体）
- 日本ホームヘルパー協会（一般財団法人長寿社会開発センターの関係団体）
- 日本介護福祉士会（介護福祉士の職能団体）

#### 労働組合
- 日本医療労働組合連合会（医労連） - 全労連加盟の産業別労働組合。
- 全国福祉保育労働組合（福祉保育労） - 全労連加盟の産業別労働組合。
- 保健医療福祉労働組合協議会（ヘルスケア労協） - 連合加盟の産業別労働組合。